# ژان لوک فوگالدی
ژان لوک فوگالدی (انگلیسی: Jean-Luc Fugaldi; ۲۳ اوت ۱۹۴۶ – ۶ ژانویهٔ ۲۰۰۵) بازیکن فوتبال اهل فرانسه بود.
از باشگاه‌هایی که در آن بازی کرده‌است می‌توان به باشگاه فوتبال والنسین و باشگاه فوتبال سدان اشاره کرد.